# レオナルド・ビッテンコート
レオナルド・ビッテンコート（Leonardo Bittencourt, 1993年12月19日 - ）は、ドイツ・ライプツィヒ出身のサッカー選手。ポジションはMF。ヴェルダー・ブレーメン所属。
父親は同じくサッカー選手であるブラジル人FWのフランクリン・ビッテンコート。主にVfBライプツィヒやエネルギー・コットブスでプレーした。

## 経歴
2005年からエネルギー・コットブスのユースチームに所属し、2010年にトップチームデビューを果たした。2011年7月22日、MSVデュースブルク戦でプロ初ゴールを記録した。
12月1日、ボルシア・ドルトムントに移籍することが決まった。契約期間は2012年から4年間で移籍金は300万ユーロ前後とみられている。
2013年6月、ハノーファー96へ移籍した。契約期間は2017年までの4年間。
2015年7月、1.FCケルンへ2019年6月までの4年契約で移籍した。
2016年8月、リオデジャネイロオリンピックの代表メンバーに招集された。
2018年5月14日、ホッフェンハイムへ2023年6月末までの5年契約で完全移籍した。
2019年9月2日、ヴェルダー・ブレーメンへ1年間の期限付きで移籍した。
2020年7月8日、ブレーメンが1部残留を果たしたことにより完全移籍に移行。

## 代表歴
ドイツ代表として各年代でプレーしている。

## 所属クラブ
- エネルギー・コットブスⅡ 2010-2012
- エネルギー・コットブス 2010-2012
- ボルシア・ドルトムント 2012-2013
- ハノーファー96 2013-2015
- 1.FCケルン 2015-2018
- 1899ホッフェンハイム 2018-2020
  -  ヴェルダー・ブレーメン 2019-2020 (loan)
- ヴェルダー・ブレーメン 2020-

## 代表歴

### 出場大会
- U-21ドイツ代表
  - 2015年 - UEFA U-21欧州選手権2015（ベスト4）